# A magyar labdarúgó-válogatott 2011. június 3-i mérkőzése
A magyar labdarúgó-válogatott barátságos mérkőzése Luxemburg ellen, 2011. június 3-án. A végeredmény 1–0 lett a magyar csapat javára.

## Előzmények
A magyar labdarúgó-válogatottnak ez volt a negyedik mérkőzése 2011-ben. Az eddigi mérleg: győzelem barátságos találkozón Azerbajdzsán ellen (2–0), majd két vereség négy napon belül, Eb-selejtezőn, Hollandia ellen. A hazai mérkőzést 4–0-ra, az idegenbelit 5–3-ra veszítette el a csapat.

| „                                                            | Példaértékű, hogy a futballisták nem a szabadságról álmodoztak, senki sem érezte nyűgnek, hogy a szezon végén a válogatott rendelkezésére kell állnia. Ezt jelzi, hogy a keddi fakultatív edzésen is szinte minden futballista részt vett. Hasznosan teltek a napjaink Telkiben, úgy érzem, mindenki kellően felpörgött a ránk váró feladatok előtt. | ” |
| – Egervári Sándor, a magyar válogatott szövetségi kapitánya. | |   |

A luxemburgi labdarúgó-válogatott legutóbb 2011. március 29-én játszott mérkőzést a mostani találkozót megelőzően. Akkor Romániától kaptak ki 3–1 arányban, Eb-selejtezőn.

| „                                                          | Láttam a magyarokat játszani: igazán minőségi és atletikus futball az övék. Egyáltalán nem rosszak, legyinteni pedig végképp nem szabad rájuk. Annak, aki erre hajlamos, ajánlom, hogy nézze végig, milyen klubokból jönnek a játékosaik. 5-3-ra kaptak ki Hollandiában, ott pedig nem mindenki tud háromszor betalálni. Ez azt mutatja, hogy hatalmas a támadó potenciál a csapatban. Viszont azt se felejtsük, mi is biztatóan mozogtunk az utolsó összecsapásokon, éppen ezért azt sulykolom a játékosokba, hogy önbizalommal kell pályára lépniük. Persze, az önbizalmat nem szabad összekeverni az arroganciával. | ” |
| – Luc Holtz, a luxemburgi válogatott szövetségi kapitánya. | |   |

## Keretek
Egervári Sándor, a magyar válogatott szövetségi kapitánya május 20-án hirdette ki a Luxemburg elleni felkészülési mérkőzésre, valamint a San Marino elleni Eb-selejtezőre készülő válogatott keretét. A korábban megszokott összetételhez képest a támadósoron változtatott. Priskin Tamás és Rudolf Gergely sérülés miatt nem léphetett pályára a találkozón, helyettük Németh Krisztián és Szabics Imre került be a csapatba. Később az is biztossá vált, hogy Gera Zoltán sem játszhat a mérkőzésen, szintén sérülés miatt.
Luc Holtz  luxemburgi szövetségi kapitány május 30-án nevezte meg azt a huszonegy játékost akikre számított a mérkőzésen.
| Luxemburg                | Luxemburg | Luxemburg | Luxemburg               |
| Név                      | Kor       | Vál./Gól  | Klub                    |
| ------------------------ | --------- | --------- | ----------------------- |
| Yan Heil                 | 20 éves   | 0 / 0     | Eintracht Frankfurt U23 |
| Jonathan Joubert         | 31 éves   | 42 / 0    | F91 Dudelange           |
| Marc Oberweis            | 28 éves   | 6 / 0     | Jeunesse Esch           |
| Guy Blaise               | 30 éves   | 14 / 0    | Virton                  |
| Clayton de Sousa Moreira | 23 éves   | 6 / 0     | Jeunesse Esch           |
| Eric Hoffmann            | 26 éves   | 70 / 0    | Jeunesse Esch           |
| Kevin Malget             | 20 éves   | 1 / 0     | Alemannia Aachen II     |
| Massimo Martino          | 20 éves   | 9 / 0     | RM Hamm Benfica         |
| Mario Mutsch             | 26 éves   | 34 / 1    | Metz II                 |
| Jacques Plein            | 24 éves   | 2 / 0     | Etzella Ettelbruck      |
| Tom Schnell              | 25 éves   | 18 / 0    | Racing FC               |
| Gilles Bettmer           | 22 éves   | 40 / 0    | Differdange 03          |
| Dan Collette             | 26 éves   | 19 / 0    | Jeunesse Esch           |
| Lars Gerson              | 21 éves   | 11 / 0    | KIL Toppfotball         |
| Tom Laterza              | 19 éves   | 8 / 0     | Sedan Ardennes II       |
| Charles Leweck           | 27 éves   | 25 / 0    | Etzella Ettelbruck      |
| Ben Payal                | 22 éves   | 37 / 0    | F91 Dudelange           |
| Joël Pedro               | 19 éves   | 3 / 0     | Sedan Ardennes II       |
| René Peters              | 29 éves   | 77 / 3    | Jeunesse Esch           |
| Daniel da Mota           | 22 éves   | 27 / 2    | F91 Dudelange           |
| Joël Kitenge             | 23 éves   | 21 / 1    | Fola Esch               |

| Magyarország         | Magyarország | Magyarország | Magyarország     |
| Név                  | Kor          | Vál./Gól     | Klub             |
| -------------------- | ------------ | ------------ | ---------------- |
| Bogdán Ádám          | 23 éves      | 0 / 0        | Bolton Wanderers |
| Csernyánszki Norbert | 35 éves      | 0 / 0        | Paks             |
| Király Gábor         | 35 éves      | 80 / 0       | 1860 München     |
| Juhász Roland        | 27 éves      | 62 / 5       | RSC Anderlecht   |
| Laczkó Zsolt         | 24 éves      | 11 / 0       | Sampdoria        |
| Lázár Pál            | 23 éves      | 5 / 0        | Videoton         |
| Lipták Zoltán        | 26 éves      | 6 / 0        | Videoton         |
| Pintér Ádám          | 22 éves      | 3 / 0        | Real Zaragoza    |
| Vanczák Vilmos       | 27 éves      | 54 / 1       | Sion             |
| Czvitkovics Péter    | 28 éves      | 6 / 0        | KV Kortrijk      |
| Dzsudzsák Balázs     | 24 éves      | 35 / 5       | PSV Eindhoven    |
| Elek Ákos            | 22 éves      | 9 / 0        | Videoton         |
| Gera Zoltán          | 32 éves      | 71 / 21      | Fulham           |
| Hajnal Tamás         | 30 éves      | 38 / 5       | VfB Stuttgart    |
| Koltai Tamás         | 24 éves      | 2 / 0        | Győri ETO        |
| Koman Vladimir       | 22 éves      | 10 / 2       | Sampdoria        |
| Vadócz Krisztián     | 26 éves      | 36 / 2       | Osasuna          |
| Varga József         | 22 éves      | 5 / 0        | Debreceni VSC    |
| Németh Krisztián     | 22 éves      | 1 / 0        | Olimbiakósz      |
| Szabics Imre         | 30 éves      | 21 / 9       | Sturm Graz       |
| Tököli Attila        | 35 éves      | 24 / 3       | Kecskeméti TE    |

 megjegyzés: Az adatok a mérkőzés előtti állapotnak megfelelőek!

## Az összeállítások
| 2011. június 3. 20:15 (UTC+1) |

| Luxemburg  | 0 – 1               | Magyarország                                 |
| ---------- | ------------------- | -------------------------------------------- |
| Peters 78' | (0 – 0) Jegyzőkönyv | Szabics 53' Laczkó 23' Hajnal 45' Juhász 78' |

| Stade Josy Barthel, Luxembourg Nézőszám: 800 Játékvezető: Þorvaldur Árnason (izlandi) |

| Csapatszínek | Csapatszínek | Csapatszínek |
| Csapatszínek |              |              |
| Csapatszínek |              |              |
|              |              |              |
| Luxemburg    |              |              |

| Csapatszínek | Csapatszínek | Csapatszínek |
| Csapatszínek |              |              |
| Csapatszínek |              |              |
|              |              |              |
| Magyarország |              |              |

| LUXEMBURG:           |    |                          |         |
|                      |    |                          |         |
| K                    | 1  | Jonathan Joubert         |         |
| JV                   | 5  | Tom Schnell              |         |
| V                    | 3  | Guy Blaise               | 85'     |
| V                    | 4  | Eric Hoffmann            |         |
| BV                   | 17 | Mario Mutsch             |         |
| VKP                  | 10 | Ben Payal                |         |
| VKP                  | 8  | Gilles Bettmer           | 18'     |
| JSZ                  | 18 | Lars Gerson              | 59'     |
| TKP                  | 6  | René Peters              | 78' 80' |
| BSZ                  | 7  | Charles Leweck           | 85'     |
| CS                   | 9  | Daniel da Mota           | 62'     |
| Cserék:              |    |                          |         |
| K                    | 12 | Marc Oberweis            |         |
| V                    | 2  | Massimo Martino          | 59'     |
| V                    | 15 | Jacques Plein            |         |
| V                    | 16 | Kevin Malget             | 85'     |
| V                    | 19 | Clayton de Sousa Moreira |         |
| KP                   | 11 | Dan Collette             | 85'     |
| KP                   | 14 | Tom Laterza              | 18'     |
| KP                   | 20 | Joël Pedro               | 80'     |
| CS                   | 13 | Joël Kitenge             | 62'     |
| Szövetségi kapitány: |    |                          |         |
| Luc Holtz            |    |                          |         |

| MAGYARORSZÁG:        |    |                      |                 |
|                      |    |                      |                 |
| K                    | 1  | Bogdán Ádám          |                 |
| JV                   | 3  | Vanczák Vilmos       |                 |
| V                    | 2  | Lipták Zoltán        |                 |
| V                    | 4  | Juhász Roland        | 78'             |
| BV                   | 5  | Laczkó Zsolt         | 23'             |
| VKP                  | 6  | Vadócz Krisztián     | 68'             |
| VKP                  | 9  | Elek Ákos            | a szünetben     |
| JSZ                  | 11 | Koman Vladimir       | 68'             |
| TKP                  | 10 | Hajnal Tamás         | 45' 80'         |
| BSZ                  | 7  | Dzsudzsák Balázs     |                 |
| CS                   | 8  | Tököli Attila        | a szünetben     |
| Cserék:              |    |                      |                 |
| K                    | 12 | Király Gábor         |                 |
| K                    | 22 | Csernyánszki Norbert |                 |
| V                    | 16 | Lázár Pál            |                 |
| KP                   | 13 | Koltai Tamás         | 80'             |
| KP                   | 14 | Pintér Ádám          | 68'             |
| KP                   | 17 | Czvitkovics Péter    | 68'             |
| KP                   | 19 | Varga József         |                 |
| CS                   | 15 | Németh Krisztián     | a szünetben     |
| CS                   | 18 | Szabics Imre         | a szünetben 53' |
| Szövetségi kapitány: |    |                      |                 |
| Egervári Sándor      |    |                      |                 |

## A mérkőzés
A találkozót Luxembourgban rendezték, magyar idő szerint 20:15-kor. A mérkőzés elején nem jutottak el helyzetekig a csapatok, majd az első komoly magyar helyzetben Tököli Attila hibázott a kapussal szemben. A 23. percben Laczkó Zsolt, a 45. percben Hajnal Tamás kapott sárga lapot. Az első félidő végén újból Tököli került helyzetbe, azonban ezt a lehetőséget sem tudta gólra váltani, így a szünetre 0–0-val vonultak a csapatok. A második játékrész 8. percében Szabics Imre, Dzsudzsák Balázs bal oldali beadását lőtte a kapuba (0–1). A 78. percben Juhász Roland, és René Peters kapott sárga lapot reklamálás miatt. Az eredmény már nem változott: Luxemburg-Magyarország 0–1.

| „                 | A győzelemnek örülünk, még ha voltak is olyan időszakok, amik nem úgy sikerültek, ahogyan szerettük volna, elsősorban az első félidő második felében játszottunk kissé tanácstalanul. (...) A fő probléma az volt, hogy felvettük a hazaiak játékstílusát, elkezdtünk ütközni és verekedni, ahelyett, hogy a földön járattuk volna a labdát. A második félidőben már sikerült több gólhelyzetet kialakítanunk, és végül egy kellemetlen ellenfelet győztünk le. Örülök, hogy a szünetben beállt két támadó, Szabics Imre és Németh Krisztián jól oldották meg a feladatukat, ebben az időszakban már több volt a mélységi passz, veszélyesebben játszottunk, és ez a lehetőségek számában is megmutatkozott. | ” |
| – Egervári Sándor | |   |

| „           | A vereséggel sosem lehet elégedett az ember, szerencsére azonban időnként jól játszottunk, megnehezítettük a magyar csapat dolgát, közel jártunk ahhoz, hogy döntetlen legyen a vége. Sajnálom, hogy ez mégsem sikerült, de ez a papírforma. (...) Sajnos kevés helyzetet alakítottunk ki; ha mezőnyben a mérkőzés több periódusában egyenrangú ellenfelek is voltunk, a kapu előtt sajnos határozatlanoknak bizonyultunk. Sokkal többet vártam támadásban, ezért elégedetlen vagyok. Tudtam jól, hogy erős csapat lesz az ellenfelünk, amelynek több labdarúgója is igen nívós bajnokságban szerepel. | ” |
| – Luc Holtz | |   |

## Örökmérleg a mérkőzés után
| Magyarország | :         | Luxemburg |
| ------------ | --------- | --------- |
| 10           | Győzelem  | 0         |
| 0            | Döntetlen | 0         |
| 47           | Gólok     | 10        |
| 30/30        | Pontok    | 0/30      |
| 100          | %         | 0         |